# Перхакс, Линда
Ли́нда Пе́рхакс (англ. Linda Perhacs, имя при рождении — Линда Джианн Арнольд; род. 1 декабря 1943, Милл-Валли, Калифорния, США) — американская психоделик-фолк-певица, выпустившая свой дебютный альбом, Parallelograms, в 1970 году. Выпуск альбома был полностью обойден вниманием публики и прессы (из-за неудачного перемикшировния звука лейблом-издателем и отсутствия какой бы то ни было рекламы), но в конце 1990-х — начале 2000-x Parallelograms внезапно привлек к себе внимание поклонников психоделического фолка, переживавшего на тот момент новое рождение с расцветом движения New Weird America (один из лидеров которого, Девендра Банхарт, объявил себя большим поклонником Линды; впоследствии она появилась на его альбоме «Smokey Rolls Down Thunder Canyon», исполнив партию бэк-вокала для песни «Freely»). Альбом был впервые издан на CD в 1998 году энтузиастами с фолк-лейбла Wild Places, которые в продолжение нескольких лет после этого безуспешно пытались наладить контакт с певицей, вернувшейся после записи Parallelograms к работе стоматологом; в 2003 году им наконец удалось установить с ней связь, и в 2005 году Parallelograms был издан на CD ещё раз, с бонус-треками и дополнительными материалами из архивов самой певицы. Критики высоко оценивали альбом, сравнивая Перхакс с Джони Митчелл. В последний раз он был переиздан в 2008 году фирмой Sunbeam Records; за год до этого песня Перхакс «If You Were My Man», отсутствовавшая на оригинальном релизе и вошедшая в качестве бонуса на издание 2005 года, была включена в саундтрек к фильму «Daft Punk's Electroma», что привлекло к творчеству Линды ещё больше внимания.
В 2014 году Линда выпустила свой второй альбом The Soul of All Natural Things.

## Дискография
- Parallelograms (1970)
- The Soul of All Natural Things (2014)
- I’m a Harmony Архивная копия от 7 сентября 2017 на Wayback Machine (2017)